# Lozenița
Lozenița (în bulgară Лозеница) este un sat în Obștina Sandanski, Regiunea Blagoevgrad, Bulgaria.

## Demografie
Componența etnică a satului Lozenița
     Bulgari (98,79%)
     Nicio identificare (1,2%)
     Altele (0%)
La recensământul din 2011, populația satului Lozenița era de 83 locuitori. Din punct de vedere etnic, majoritatea locuitorilor (98,79%) erau bulgari. Pentru 1,2% din locuitori nu este cunoscută apartenența etnică.